# Jay Rock
Johnny Reed McKinzie jr. (Watts, Los Angeles, 31 maart 1985), beter bekend als Jay Rock, is een rapper die samen met Kendrick Lamar, Ab-Soul en Schoolboy Q deel uitmaakt van de groep Black Hippy.

## Biografie
McKinzie begon zijn carrière met mixtapes en video's op het internet, wat uiteindelijk leidde tot een platencontract met Warner Bros. In 2008 bracht hij samen met Lil Wayne en Will.i.am zijn eerste single All My Life uit. In 2010 stond hij op de cover van XXL Magazine en werd hij opgenomen in MTV's Top 10 Breaktrough MC's.
Hij werkte en toerde met artiesten als 50 Cent, Game, Tech N9ne, 40 Glocc en Glasses Malone. Op 7 december 2010 werd zijn mixtape Black Friday uitgebracht op iTunes en in de zomer van 2011 bracht hij zijn 1e album, Follow Me Home, uit.

## Discografie
Albums
- Follow Me Home (2011)
- 90059 (2015)
- Redemption (2018)

- Gemeinsame Normdatei: 1201824397
- International Standard Name Identifier: 0000 0003 6469 7639
- Library of Congress Control Number: no2012001280
- MusicBrainz: 9880800a-f6f8-4f8f-a00e-b4b664776c0c
- Virtual International Authority File: 228741917
- WorldCat: E39PBJjCPvtfdGdH9Dr74HMdcP